# Boissy-sous-Saint-Yon
Pour les articles homonymes, voir Boissy et Saint-Yon.
Boissy-sous-Saint-Yon (prononcé [bwasi su sɛ̃t̪ jɔ̃] ) est une commune française située à trente-cinq kilomètres au sud-ouest de Paris dans le département de l'Essonne en région Île-de-France.
Ses habitants sont appelés les Buxéens.

## Géographie

### Situation

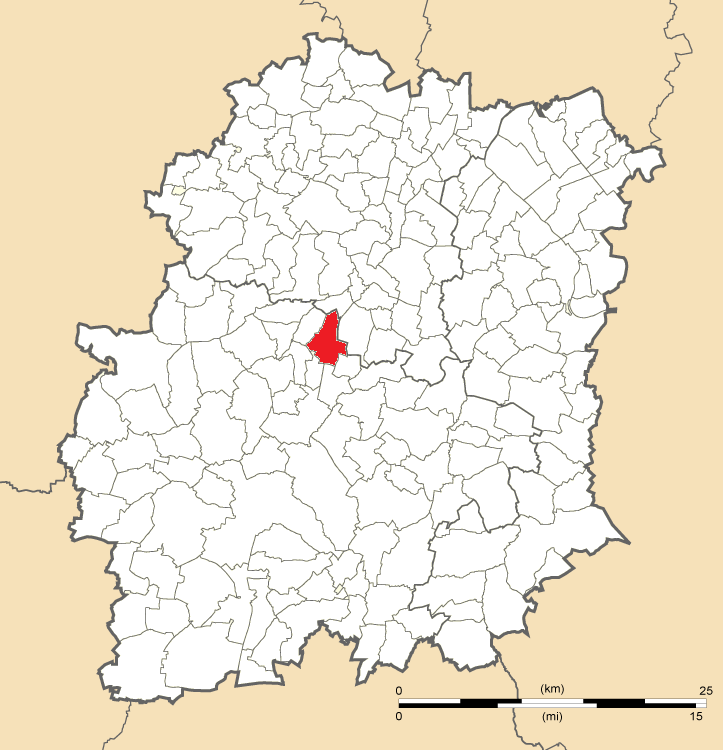
Position de Boissy-sous-Saint-Yon en Essonne.

Boissy-sous-Saint-Yon est située en Île-de-France, à trente-cinq kilomètres au sud-ouest de Paris-Notre-Dame, point zéro des routes de France, dix-neuf kilomètres au sud-ouest d'Évry-Courcouronnes, quatorze kilomètres au nord-est d'Étampes, cinq kilomètres au sud-ouest d'Arpajon, dix kilomètres au sud-ouest de Montlhéry, treize kilomètres au nord-ouest de La Ferté-Alais, quinze kilomètres au nord-est de Dourdan, dix-sept kilomètres au sud-ouest de Palaiseau, vingt-et-un kilomètres au sud-ouest de Corbeil-Essonnes, vingt-six kilomètres au nord-ouest de Milly-la-Forêt.
| Type d’occupation           | Pourcentage | Superficie (en hectares) |
| --------------------------- | ----------- | ------------------------ |
| Espace urbain construit     | 16,3 %      | 132,00                   |
| Espace urbain non construit | 5,5 %       | 44,73                    |
| Espace rural                | 78,2 %      | 632,52                   |
| Source : Iaurif             |             |                          |

### Hydrographie
La commune est traversée par la Vidange, affluent de l'Orge de 3,7 km.

### Relief et géologie
Le point le plus bas de la commune est situé à soixante-neuf mètres d'altitude et le point culminant à cent cinquante-six mètres.

### Climat
Pour des articles plus généraux, voir Climat de l'Île-de-France et Climat de l'Essonne.
En 2010, le climat de la commune est de type climat océanique dégradé des plaines du Centre et du Nord, selon une étude du CNRS s'appuyant sur une série de données couvrant la période 1971-2000. En 2020, Météo-France publie une typologie des climats de la France métropolitaine dans laquelle la commune est exposée à un climat océanique altéré et est dans la région climatique Sud-ouest du bassin Parisien, caractérisée par une faible pluviométrie, notamment au printemps (120 à 150 mm) et un hiver froid (3,5 °C). 
Pour la période 1971-2000, la température annuelle moyenne est de 11,2 °C, avec une amplitude thermique annuelle de 15,3 °C. Le cumul annuel moyen de précipitations est de 666 mm, avec 10,9 jours de précipitations en janvier et 7,8 jours en juillet. Pour la période 1991-2020, la température moyenne annuelle observée sur la station météorologique la plus proche, située sur la commune de Fontenay-lès-Briis à 8 km à vol d'oiseau, est de 11,6 °C et le cumul annuel moyen de précipitations est de 696,0 mm,. Pour l'avenir, les paramètres climatiques de la commune estimés pour 2050 selon différents scénarios d'émission de gaz à effet de serre sont consultables sur un site dédié publié par Météo-France en novembre 2022.

### Voies de communication et transports
La commune est traversée par la ligne de bus 68.05 qui passe également par Avrainville pour se rendre à La Norville et à Arpajon.
Le sentier de grande randonnée GR 1 traverse le territoire de la commune.

## Urbanisme

### Typologie
Au 1er janvier 2024, Boissy-sous-Saint-Yon est catégorisée ceinture urbaine, selon la nouvelle grille communale de densité à sept niveaux définie par l'Insee en 2022.
Elle appartient à l'unité urbaine de Boissy-sous-Saint-Yon, une unité urbaine monocommunale constituant une ville isolée,. Par ailleurs la commune fait partie de l'aire d'attraction de Paris, dont elle est une commune de la couronne,. Cette aire regroupe 1 929 communes,.

## Toponymie
Buxiacum au XIIIe siècle, Buxeium, Bussiacum au XIIIe siècle, Boissiacum en 1488.
L’origine de Boissy viendrait du latin «buxus» - bouis, buis - qui désigne à la fois l’arbuste toujours vert et sous des formes dérivées comme «buxea» - boisse, buisse - et «buxio» - buisson - des espèces végétales touffues et de petites tailles.
Le nom de la commune provient du latin buxiacum, avatar de buxetum qui désigne un
lieu planté de buis. La mention de la commune voisine de Saint-Yon n'a été ajoutée que par le bulletin des lois en 1801.
Un grand nombre de noms de lieu représentent des collectifs latins formés sur des noms d'arbres à l'aide du suffixe -etum qui à l'époque carolingienne, a été altéré en -idum et -ida, forme féminine de -etum, a été aussi employé à la même fin.

## Histoire
En 1883, Boissy-sous-Saint-Yon dépendait d'un canton de Dourdan-Nord, aujourd'hui disparu, et de l'ancien arrondissement de Rambouillet (ancien département de Seine-et-Oise).

### Histoire contemporaine
Le 5 juillet 1944, en prélude à la libération, un bombardier canadien est touché par la Flak (DCA allemande) de la base militaire de Brétigny-sur-Orge et s'écrase au lieu-dit "Le Chant des Vignes", à proximité de la commune d'Égly. Les 7 aviateurs canadiens -âgés de 19 à 29 ans- périssent et sont inhumés au cimetière de Boissy-sous-Saint-Yon.

## Population et société

### Démographie

#### Évolution démographique
L'évolution du nombre d'habitants est connue à travers les recensements de la population effectués dans la commune depuis 1793. Pour les communes de moins de 10 000 habitants, une enquête de recensement portant sur toute la population est réalisée tous les cinq ans, les populations de référence des années intermédiaires étant quant à elles estimées par interpolation ou extrapolation. Pour la commune, le premier recensement exhaustif entrant dans le cadre du nouveau dispositif a été réalisé en 2007.

En 2022, la commune comptait 3 855 habitants, en évolution de +0,76 % par rapport à 2016 (Essonne : +2,89 %, France hors Mayotte : +2,11 %).
| 1793 | 1800 | 1806 | 1821 | 1831 | 1836 | 1841 | 1846 | 1851 |
| ---- | ---- | ---- | ---- | ---- | ---- | ---- | ---- | ---- |
| 824  | 861  | 852  | 830  | 802  | 781  | 770  | 703  | 733  |

| 1856 | 1861 | 1866 | 1872 | 1876 | 1881 | 1886 | 1891 | 1896 |
| ---- | ---- | ---- | ---- | ---- | ---- | ---- | ---- | ---- |
| 712  | 746  | 747  | 755  | 733  | 750  | 762  | 740  | 787  |

| 1901 | 1906 | 1911 | 1921 | 1926 | 1931 | 1936 | 1946 | 1954 |
| ---- | ---- | ---- | ---- | ---- | ---- | ---- | ---- | ---- |
| 787  | 735  | 703  | 750  | 720  | 717  | 677  | 655  | 843  |

| 1962 | 1968  | 1975  | 1982  | 1990  | 1999  | 2006  | 2007  | 2012  |
| ---- | ----- | ----- | ----- | ----- | ----- | ----- | ----- | ----- |
| 810  | 1 017 | 1 211 | 2 543 | 3 309 | 3 566 | 3 631 | 3 641 | 3 696 |

| 2017  | 2022  | - | - | - | - | - | - | - |
| ----- | ----- | - | - | - | - | - | - | - |
| 3 868 | 3 855 | - | - | - | - | - | - | - |

#### Pyramide des âges
En 2018, le taux de personnes d'un âge inférieur à 30 ans s'élève à 36,2 %, soit en dessous de la moyenne départementale (39,9 %). À l'inverse, le taux de personnes d'âge supérieur à 60 ans est de 20,6 % la même année, alors qu'il est de 20,1 % au niveau départemental.
En 2018, la commune comptait 1 913 hommes pour 1 947 femmes, soit un taux de 50,44 % de femmes, légèrement inférieur au taux départemental (51,02 %).
Les pyramides des âges de la commune et du département s'établissent comme suit.
| Hommes | Classe d’âge | Femmes |
| ------ | ------------ | ------ |
| 0,3    | 90 ou +      | 0,5    |
| 5,6    | 75-89 ans    | 6,1    |
| 13,8   | 60-74 ans    | 15,0   |
| 22,6   | 45-59 ans    | 21,8   |
| 20,6   | 30-44 ans    | 21,2   |
| 16,7   | 15-29 ans    | 16,4   |
| 20,4   | 0-14 ans     | 19,0   |

| Hommes | Classe d’âge | Femmes |
| ------ | ------------ | ------ |
| 0,5    | 90 ou +      | 1,4    |
| 5,4    | 75-89 ans    | 7,2    |
| 12,9   | 60-74 ans    | 13,9   |
| 20     | 45-59 ans    | 19,4   |
| 19,9   | 30-44 ans    | 20,1   |
| 20     | 15-29 ans    | 18,2   |
| 21,3   | 0-14 ans     | 19,8   |

## Politique et administration

### Politique locale
La commune de Boissy-sous-Saint-Yon est rattachée au canton d'Arpajon, représenté par les conseillers départementaux Dominique Bougraud (UDI) et Alexandre Touzet (DVD), à l'arrondissement d’Étampes et à la troisième circonscription de l'Essonne, représentée par la députée Laëtitia Romeiro Dias (LREM).
L'Insee attribue à la commune le code 91 1 24 085. La commune de Boissy-sous-Saint-Yon est enregistrée au répertoire des entreprises sous le code SIREN 219 100 856. Son activité est enregistrée sous le code APE 8411Z.

### Liste des maires
Trente-deux maires se sont succédé à la tête de la commune de Boissy-sous-Saint-Yon depuis l'élection du premier en 1790 :

### Tendances et résultats politiques
Élections présidentielles, résultats des deuxièmes tours :
- Élection présidentielle de 2002 : 81,06 % pour Jacques Chirac (RPR), 18,94 % pour Jean-Marie Le Pen (FN), 83,21 % de participation[41].
- Élection présidentielle de 2007 : 54,47 % pour Nicolas Sarkozy (UMP), 45,53 % pour Ségolène Royal (PS), 85,09 % de participation[42].
- Élection présidentielle de 2012 : 52,43 % pour Nicolas Sarkozy (UMP), 47,57 % pour François Hollande (PS), 81,05 % de participation[43].
- Élection présidentielle de 2017 : 58,45 % pour Emmanuel Macron (LREM), 41,55 % pour Marine Le Pen (FN), 75,58 % de participation.

Élections législatives, résultats des deuxièmes tours :
- Élections législatives de 2002 : 50,97 % pour Yves Tavernier (PS), 49,03 % pour Geneviève Colot (UMP), 59,86 % de participation[44].
- Élections législatives de 2007 : 53,14 % pour Geneviève Colot (UMP), 46,86 % pour Brigitte Zins (PS), 56,89 % de participation[45].
- Élections législatives de 2012 : 51,46 % pour Michel Pouzol (PS), 48,54 % pour Geneviève Colot (UMP), 53,19 % de participation[46].
- Élections législatives de 2017 : 56,42 % pour Laëtitia Romeiro Dias (LREM), 43,58 % pour Virginie Araujo (LFI), 38,51 % de participation.

Élections européennes, résultats des deux meilleurs scores :
- Élections européennes de 2004 : 30,29 % pour Harlem Désir (PS), 13,39 % pour Patrick Gaubert (UMP), 43,69 % de participation[47].
- Élections européennes de 2009 : 24,30 % pour Michel Barnier (UMP), 17,66 % pour Harlem Désir (PS), 40,01 % de participation[48].
- Élections européennes de 2014 : 30,96 % pour Aymeric Chauprade (FN), 15,69 % pour Alain Lamassoure (UMP), 43,40 % de participation.
- Élections européennes de 2019 : 24,80 % pour Jordan Bardella (RN), 21,11 % pour Nathalie Loiseau (LREM), 50,39 % de participation.

Élections régionales, résultats des deux meilleurs scores :
- Élections régionales de 2004 : 52,00 % pour Jean-Paul Huchon (PS), 34,23 % pour Jean-François Copé (UMP), 66,35 % de participation[49].
- Élections régionales de 2010 : données manquantes.
- Élections régionales de 2015 : 37,08 % pour Claude Bartolone (PS), 36,50 % pour Valérie Pécresse (LR), 56,02 % de participation.

Élections cantonales et départementales, résultats des deuxièmes tours :
- Élections cantonales de 2001 : données manquantes.
- Élections cantonales de 2008 : 50,58 % pour Jean-François Degoud (DVG), 49,42 % pour Jean-Pierre Delaunay (UMP), 37,25 % de participation[50].
- Élections départementales de 2015 : 38,74 % pour Dominique Bougraud (UDI) et Alexandre Touzet (UMP), 34,90 % pour Pascal Fournier et Nicole Perrier (PS), 49,17 % de participation.

Élections municipales, résultats des deuxièmes tours :
- Élections municipales de 2001 : données manquantes.
- Élections municipales de 2008 : 100,00 % pour Jean-Marcel Meyssonnier (PS), 54,22 % de participation[51].
- Élections municipales de 2014 : 59,31 % pour Maurice Dorizon (DVD), 40,69 % pour Alain Labrit (DVG), 65,24 % de participation.
- Élections municipales de 2020 : 59,62 % pour Raoul Saada (SE), 40,38 % pour Maurice Dorizon (DVD), 53,68 % de participation.

Référendums :
- Référendum de 2000 relatif au quinquennat présidentiel : 77,62 % pour le Oui, 22,38 % pour le Non, 31,52 % de participation[52].
- Référendum de 2005 relatif au traité établissant une Constitution pour l'Europe : 58,51 % pour le Non, 41,49 % pour le Oui, 72,74 % de participation[53].

### Enseignement
Les établissements scolaires de Boissy-sous-Saint-Yon sont rattachés à l'académie de Versailles. Elle dispose sur son territoire de l'école primaire publique de la Fontaine Saint-Lubin et de l'école primaire privée Thomas Becket catholique rattachée au diocèse.

### Jumelages
| Boissy-sous- · Saint-Yon Colney Heath |

Boissy-sous-Saint-Yon a développé des associations de jumelage avec:
- Colney Heath (Royaume-Uni) depuis 1982, située à 395 kilomètres[58].

## Vie quotidienne à Boissy-sous-Saint-Yon

### Lieux de culte

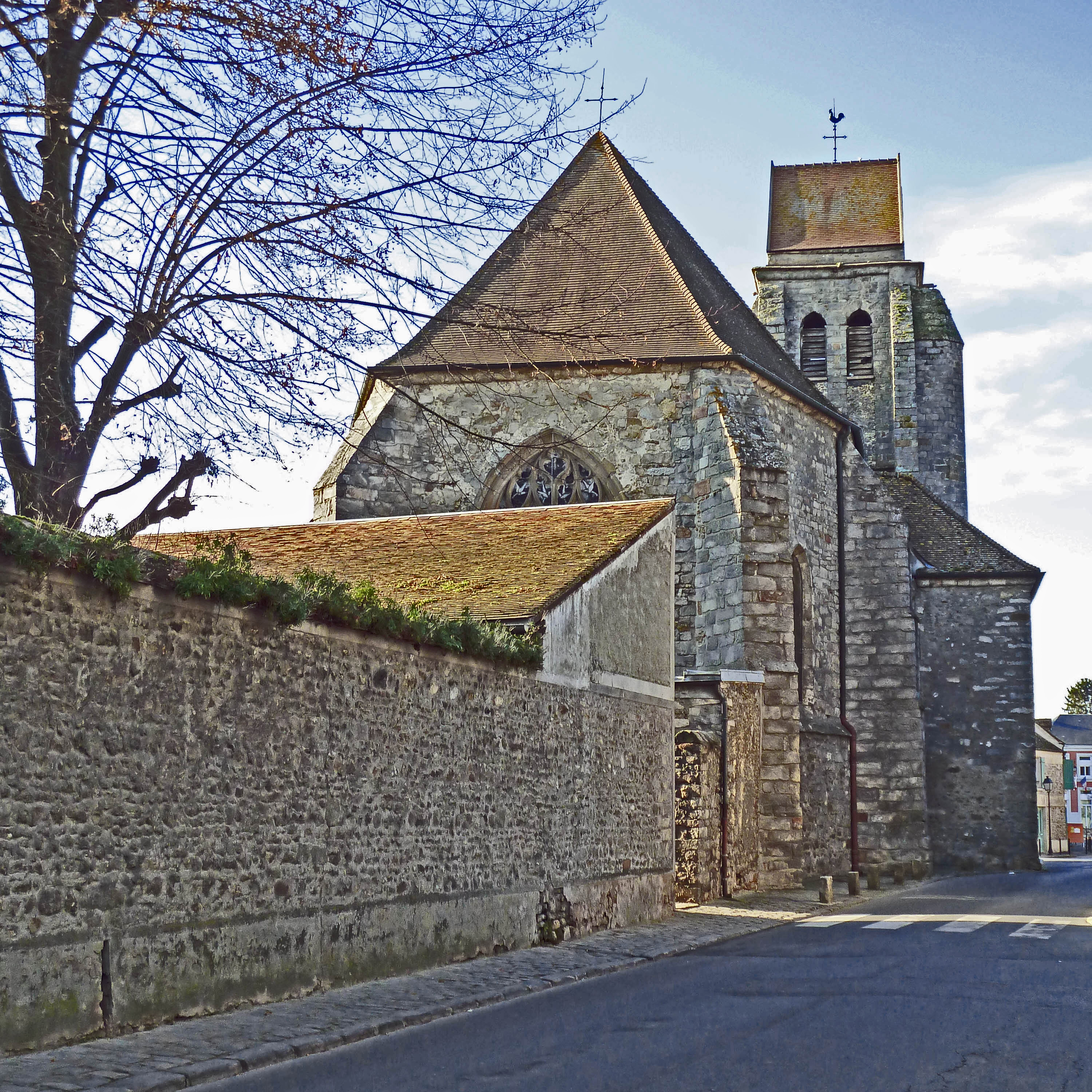
L'église Saint-Thomas-Becket.

La paroisse catholique de Boissy-sous-Saint-Yon est rattachée au secteur pastoral des Trois-Vallées-Arpajon et au diocèse d'Évry-Corbeil-Essonnes. Elle dispose de l'église Saint-Thomas-Becket.

### Médias
L'hebdomadaire Le Républicain relate les informations locales. La commune est en outre dans le bassin d'émission des chaînes de télévision France 3 Paris Île-de-France Centre, IDF1 et Téléssonne intégré à Télif.

## Économie

### Emplois, revenus et niveau de vie
En 2010, le revenu fiscal médian par ménage était de 43 784 €, ce qui plaçait Boissy-sous-Saint-Yon au 1 109e rang parmi les 31 525 communes de plus de 39 ménages en métropole.
| Répartition des emplois par catégories socioprofessionnelles en 2006. |              |                                           |                                                   |                            |                          |                           |
|                                                                       | Agriculteurs | Artisans, commerçants, chefs d’entreprise | Cadres et professions intellectuelles supérieures | Professions intermédiaires | Employés                 | Ouvriers                  |
| Boissy-sous-Saint-Yon                                                 | 1,8 %        | 8,9 %                                     | 13,1 %                                            | 31,2 %                     | 22,7 %                   | 22,3 %                    |
| Zone d'emploi de Dourdan                                              | 0,7 %        | 6,0 %                                     | 18,9 %                                            | 28,5 %                     | 26,3 %                   | 19,6 %                    |
| Moyenne nationale                                                     | 2,2 %        | 6,0 %                                     | 15,4 %                                            | 24,6 %                     | 28,7 %                   | 23,2 %                    |
| Répartition des emplois par secteurs d’activités en 2006.             |              |                                           |                                                   |                            |                          |                           |
|                                                                       | Agriculture  | Industrie                                 | Construction                                      | Commerce                   | Services aux entreprises | Services aux particuliers |
| Boissy-sous-Saint-Yon                                                 | 0,9 %        | 9,3 %                                     | 11,5 %                                            | 17,7 %                     | 12,6 %                   | 8,7 %                     |
| Zone d'emploi de Dourdan                                              | 1,7 %        | 10,4 %                                    | 7,5 %                                             | 11,8 %                     | 21,6 %                   | 6,9 %                     |
| Moyenne nationale                                                     | 3,5 %        | 15,2 %                                    | 6,4 %                                             | 13,3 %                     | 13,3 %                   | 7,6 %                     |
| Sources : Insee,                                                      |              |                                           |                                                   |                            |                          |                           |

## Culture locale et patrimoine

### Patrimoine environnemental
Les espaces boisés et agricoles au nord et au sud du bourg et les carrières géologiques ont été recensés au titre des espaces naturels sensibles par le conseil général de l'Essonne.

### Patrimoine architectural
L'église Saint-Thomas-Becket a été inscrite aux monuments historiques le 2 février 1948. Le domaine des Tourelles du XVIe siècle a été inscrit aux monuments historiques le 7 septembre 1977.
Le Manoir des courbettes, construit sur l'ancien fief de la Motte, daté du XVIIe siècle. Il a été renommé "Le Manoir de la Courbette" et est au centre d'un domaine qui abrite aujourd'hui un centre équestre et deux courts de tennis ; le Manoir a toujours été exploité par les propriétaires ou un membre de la famille; les salles du rez-de-chaussée sont aujourd'hui louées pour des réceptions, sous l'enseigne « Le Domaine d'Euclide ».

### Personnalités liées à la commune
- Marie-Anne-Renée Macaire, dite Mademoiselle Hervey (1778-1864), comédienne, sociétaire de la Comédie-Française, née en 1778 à Boissy-Sous-Saint-Yon.
- Marcus Lefort

### Héraldique et logotype

Logo.

| Blason de Boissy-sous-Saint-Yon | Blason  | Parti : au premier de gueules au chêne cousu de sinople fûté d'argent, au second de gueules à la gerbe d'or ; enté en pointe de sinople au cerf élancé d'argent. |
| Blason de Boissy-sous-Saint-Yon | Détails | La commune s'est en outre dotée d'un logotype. |